# Duell Vering–Salomon

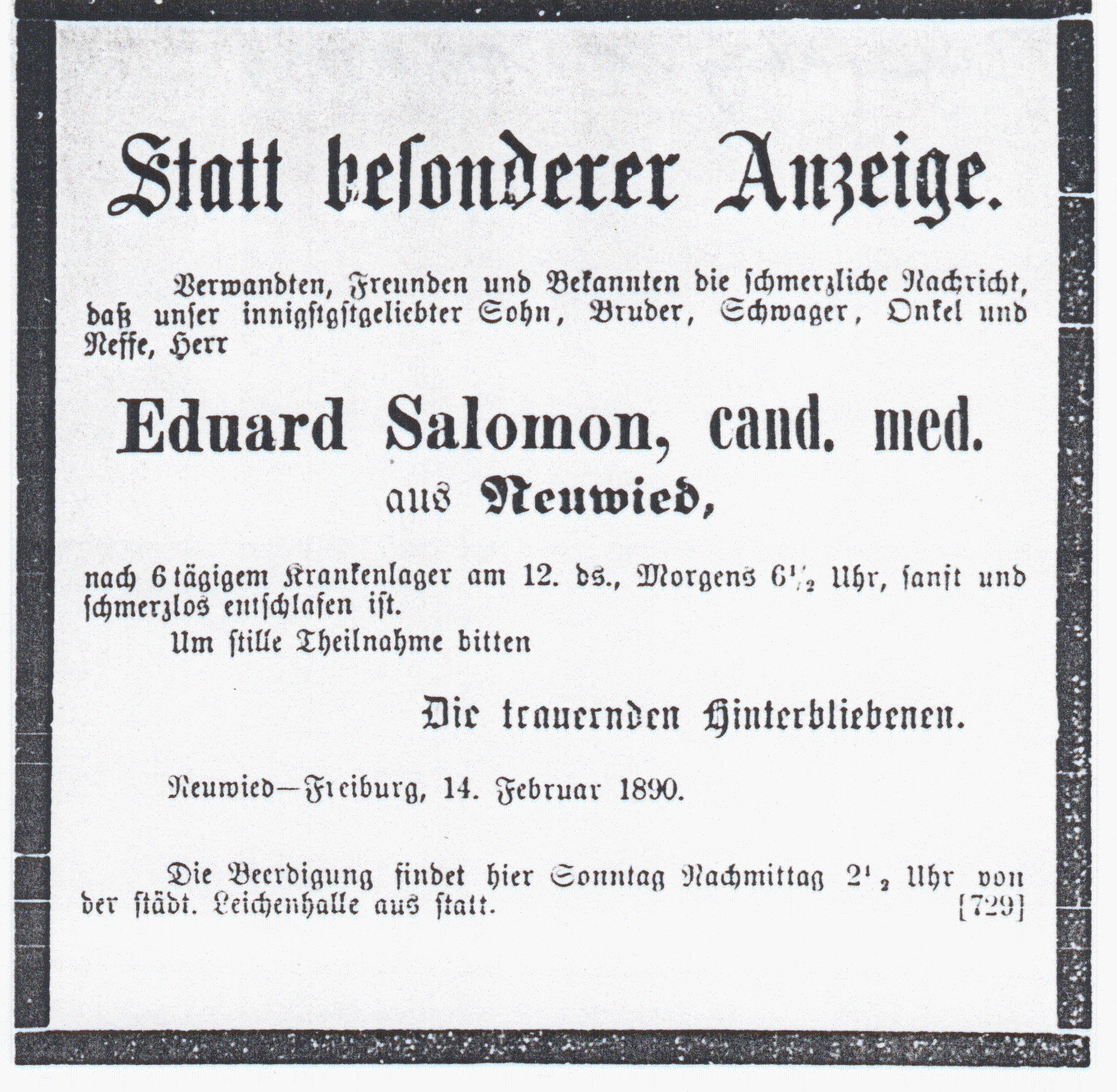
Todesanzeige Eduard Salomons

Das Duell Vering–Salomon war ein Pistolenduell, das von den Studenten Carl Vering und Eduard Salomon am 6. Februar 1890 bei Freiburg im Breisgau ausgetragen wurde. Mit dem für Salomon tödlichen Ausgang waren die Albert-Ludwigs-Universität und die Gerichte und Ministerien des Großherzogtums Baden jahrelang befasst.
Carl Vering studierte Rechtswissenschaft und war seit 1889 Mitglied des Corps Rhenania Freiburg. Eduard Salomon entstammte einer jüdischen Familie in Neuwied und stand im medizinischen Staatsexamen.

## Vorspiel

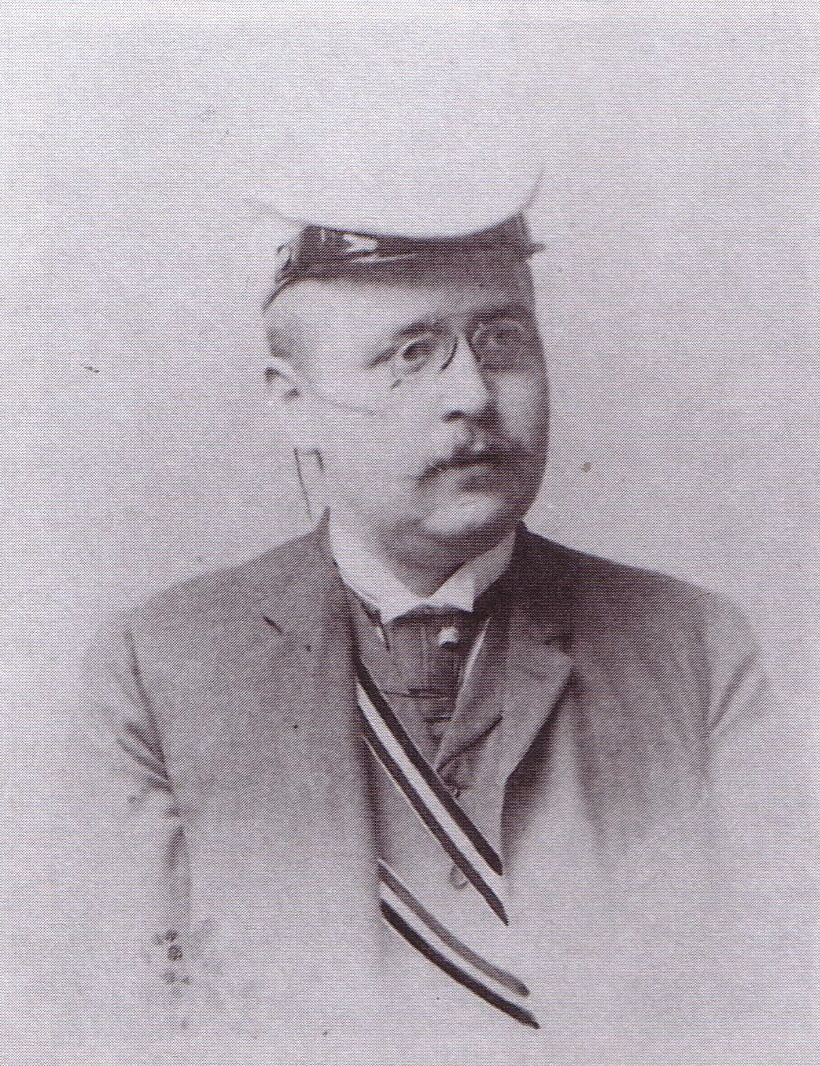
Carl Vering (1892)

Privat und ohne Couleur trafen sich am Abend des 2. Februar 1890 mehrere Mitglieder des Corps Rhenania Freiburg im Vergnügungslokal Gambrinushalle, dem späteren Astoria-Palast. Als es wegen einer Sängerin mit dem Nachbartisch zu Wortwechseln kam, versuchten der unbeteiligte Eduard Salomon und sein Arztfreund Julius Schwarz zu schlichten. Schwarz prahlte mit zahlreichen Säbel- und Pistolenduellen. Als der eigentlich unbeteiligte Salomon Verings Disput mit Schwarz „störte“, ließ sich Vering – angeblich Schwarz gegenüber – zu der Äußerung hinreißen: „Halten Sie Ihren Mund, halten Sie Ihren Mund, Sie krummer Judenjunge!“ – eine damals in Verings Hannoverscher Heimat angeblich gebräuchliche Beleidigung. Schwarz schwieg; aber Salomon verlor ebenfalls die Fassung: „Wenn Sie das noch einmal sagen, schlage ich Ihnen eines hinter die Ohren!“ Dem schlichtenden, längst recipierten Rhenanen Gustav Bothe beschied er: „Halten Sie doch den Mund, Sie Fuchs!“ Als Unbeteiligte die Gemüter beruhigt hatten und Salomon zur Rede gestellt wurde, bestritt Salomon den Sachverhalt, nahm aber seine Bemerkung provisorisch zurück. In Schwarz’ Gegenwart verlangte Salomon von Vering zu erklären, wem der „Judenjunge“ gegolten habe – Schwarz, ausdrücklich nicht Salomon. Da alle Unstimmigkeiten bereinigt schienen, verließ Vering das Lokal.

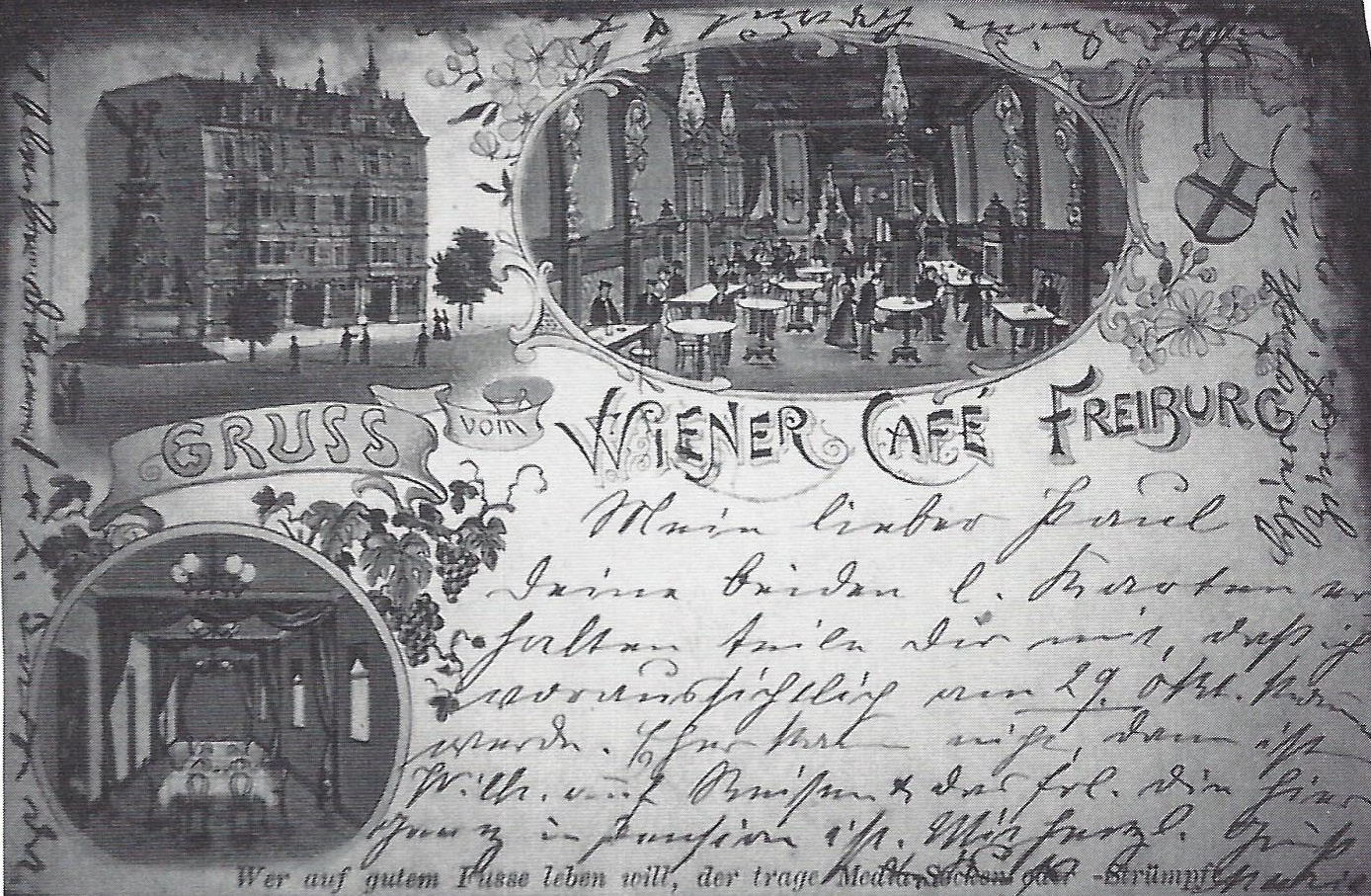
Wiener Café in Freiburg

Eine Stunde nach dem Eklat erzählte Salomon im Wiener Café einem Freund, dass er einen Rhenanen „moralisch geohrfeigt“ habe – nach dem damaligen Ehrverständnis die schwerste Beleidigung. Das wurde dem Senior der Rhenanen am nächsten Morgen hinterbracht. Düpiert, wurde Vering vom Beleidiger zum Beleidigten und forderte Salomon zum Pistolenduell auf zehn Schritte Distanz mit Zielen und dreimaligem Kugelwechsel. Der Rhenane Jänecke, Zeuge des Streits zwischen Vering und Schwarz, ließ die gleiche Forderung überbringen. Bothe forderte auf Säbel. Kartellträger war Verings Corpsbruder Helmcke. Bei seinem Besuch Salomons stellte sich Verings „krummer Judenjunge“ als zentrales Problem heraus; Salomon gab aber erstmals das Ohrfeigenangebot zu und nahm Verings Forderung an. Jäneckes Forderung lehnte er aus inhaltlichen Gründen zunächst ab. Bothes Säbelforderung lehnte er aus körperlichen Gründen ab. Hingegen akzeptierte er Bothes Angebot eines Pistolenduells auf 20 Schritt Entfernung und zweimaligen Kugelwechsel und schließlich auch Jäneckes Forderung. Waffenschutz belegte er beim Corps Suevia Freiburg.

## Ehrengericht
Nach dem Freiburger SC-Comment mussten sich die drei Herausforderer zunächst einem Ehrengericht stellen. Es wurde vom Corps Hasso-Borussia Freiburg einberufen:
Vorsitzender Friedrich Krumbein († 1945)
Paul Gottlieb († 1944)
Konrad Helmcke († 1950)
Gustav Pralle († 1936)
Wilhelm Keßler († 1952)
Friedrich Meyer († 1945)
Das Protokoll führte (ohne Stimmrecht) Walter Reich († 1937).
Das Gericht erklärte Salomon wiederholt, dass nicht er, sondern Schwarz mit dem „Judenjungen“ gemeint gewesen sei. Dessen ungeachtet weigerte sich Salomon, das Ohrfeigenangebot zurückzunehmen oder gar Abbitte zu leisten. In geheimer Abstimmung mit 5 : 1 Stimmen erklärte das Gericht Verings Forderung für statthaft, erweiterte aber die Entfernung der Duellanten von 10 auf 15 Schritte. Jänecke wurde zur Rücknahme seiner Forderung bewogen, Bothes Forderung als unbegründet abgewiesen.

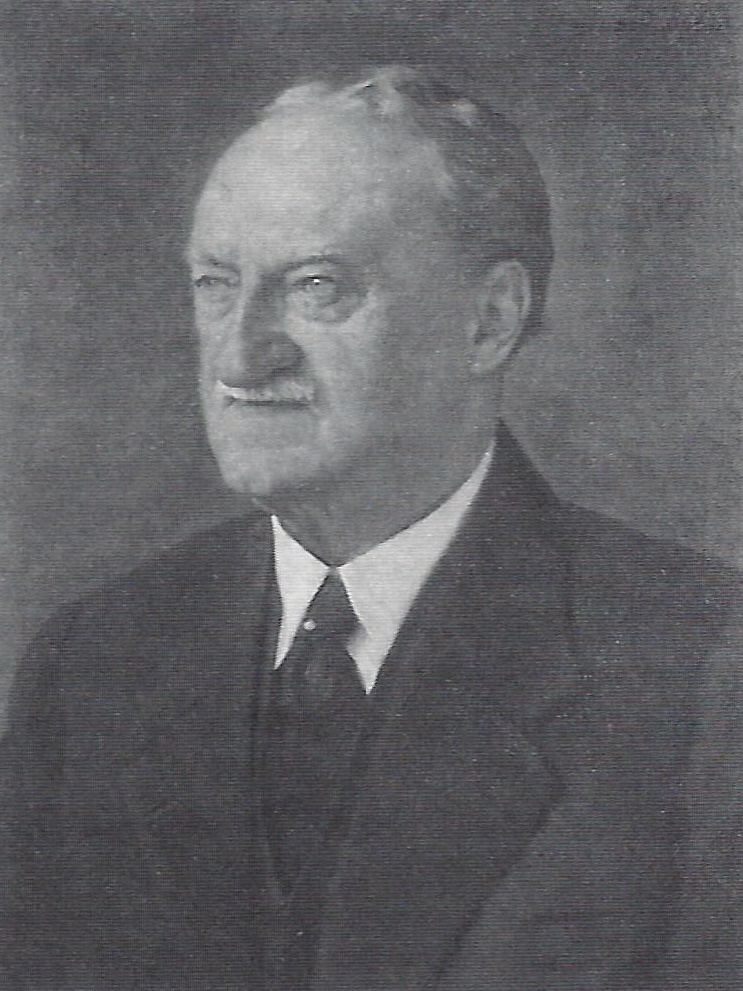
Jänecke
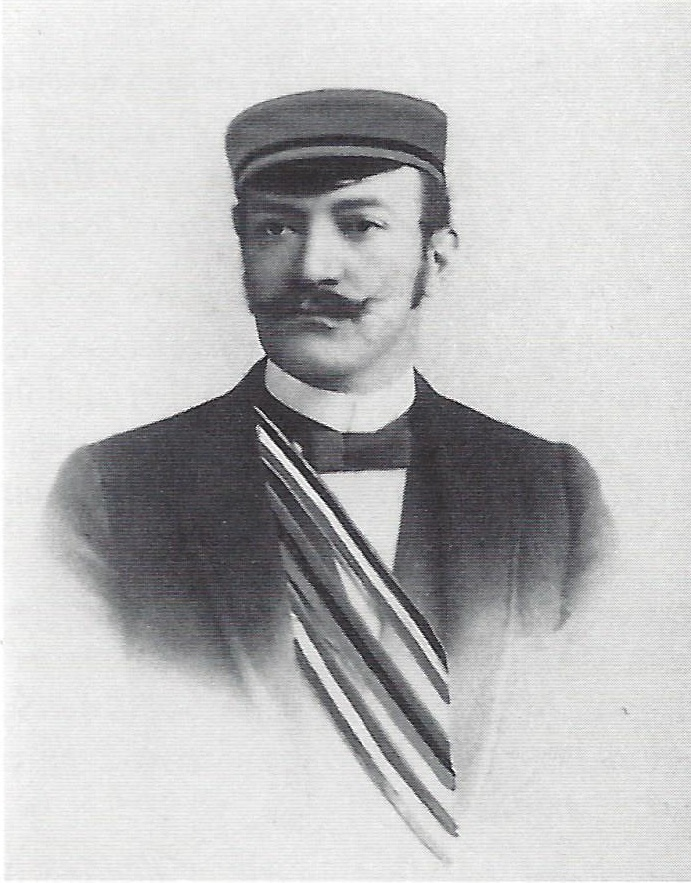
Helmcke
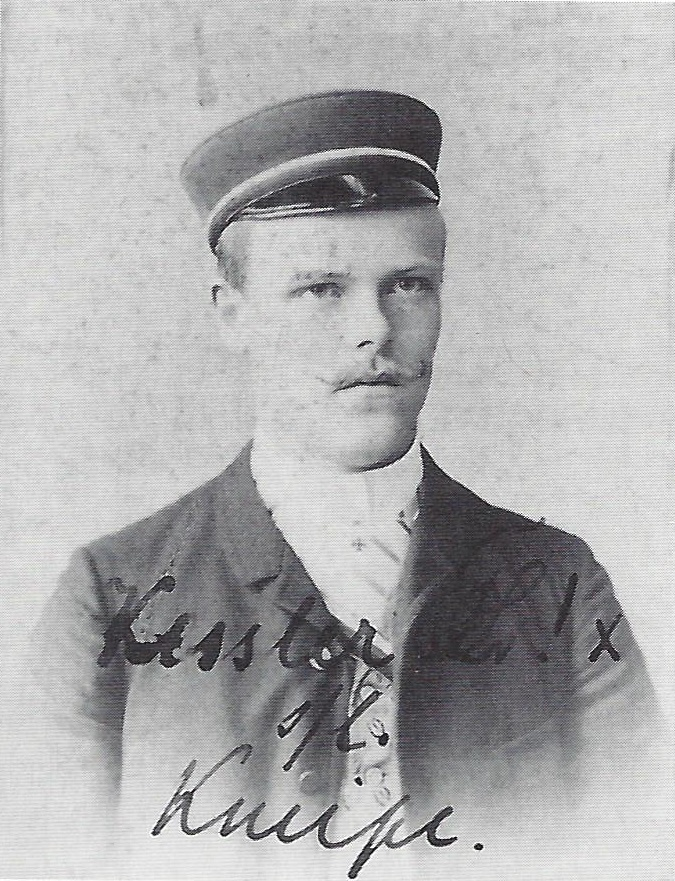
Kessler
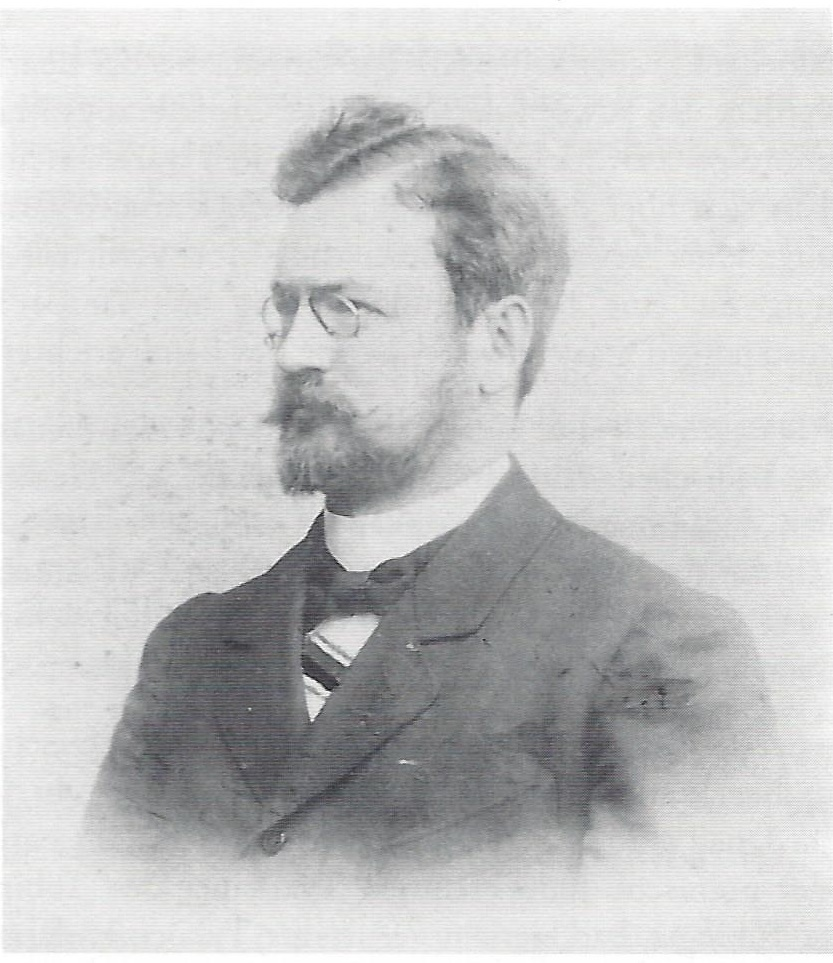
Reich

## Duell
Man traf sich am Morgen des 6. Februar 1890, an Verings 19. Geburtstag, im Mooswald zwischen Sankt Georgen und Tiengen. Verings Sekundanten waren seine Corpsbrüder Helmcke und Pralle. Salomon wurde von den Freiburger Schwaben Buchmüller und Keßler sekundiert. Unparteiischer war Reich. Eigenmächtig maß er die Schussdistanz nicht mit Geh-, sondern Sprungschritten, um das Duell weiter zu entschärfen. Verwendet wurden Hinterlader des Kalibers 7 mm aus dem Besitz des Freiburger Senioren-Convents. Ein Versöhnungsversuch blieb erfolglos; Salomon weigerte sich zu revozieren.
Verings erster Schuss löste sich nicht, Salomons fehlte. Ein erneuter Versöhnungsversuch Reichs schlug fehl. Im zweiten Gang schossen die Duellanten gleichzeitig. Salomon verfehlte wieder und wurde von einem Schuss in den Bauch getroffen. Verings Paukarzt Bräuninger, Assistenzarzt der Freiburger Chirurgie, fing ihn auf und legte einen Notverband an. Bräuninger fuhr in seine Klinik, um seinem Chef Paul Kraske Bericht zu erstatten. Seinen Gegner überließ er der Obhut von Schwarz, der ihn in Verings Kutsche in die Klinik bringen sollte. Salomons Freund und Paukarzt Schwarz versagte völlig. Aus ungeklärten Gründen dauerte der Transport nicht anderthalb, sondern sechs Stunden. Das kostete viel Blut, denn die Kugel hatte die Leber, den Magen und die Lunge gestreift, war zwischen den Rippen herausgetreten und hatte noch den linken Oberarm verletzt. In der Klinik sofort operiert, erholte sich der 26-jährige Salomon. Am Morgen des sechsten postoperativen Tages kam es zu schweren inneren Blutungen, denen er nach einer halben Stunde erlag.
Vering stellte sich sofort der Staatsanwaltschaft und wurde verhaftet. Gegen eine Kaution von 8.000 Mark wurde er freigelassen. Als der Staatsanwalt erfuhr, dass das Geld von Corpsbrüdern aufgebracht worden war, ließ er die Vermögensverhältnisse von Verings Vater feststellen. Als Carl Hubert Vering die geforderten 50.000 Mark eingezahlt hatte, wurde der Sohn am 22. Februar entlassen.
Als Salomon auf dem Jüdischen Friedhof in Freiburg beerdigt wurde, hielt der Karlsruher Rabbiner Adolf Schwarz die Grabrede.

## Nachspiel
Im Deutschen Kaiserreich wurde, abgesehen von der Kotze-Affäre und v. Ketelhodt vs. Zenker (1896), kein Duell in vergleichbarer Breite und Heftigkeit erörtert, auch nicht der Tod von Ferdinand Lassalle, der 1864 gegen Janko von Racowitza (Iancu Racoviţă) gefallen war. Erst das Duell Adolf von Bennigsen vs. Oswald Falkenhagen (1902) führte zu namhafter gesellschaftlicher Gegenwehr gegen diese Art der Satisfaktionserlangung in Deutschland und Österreich durch die Anti-Duell-Liga.

### Relegation und Suspension

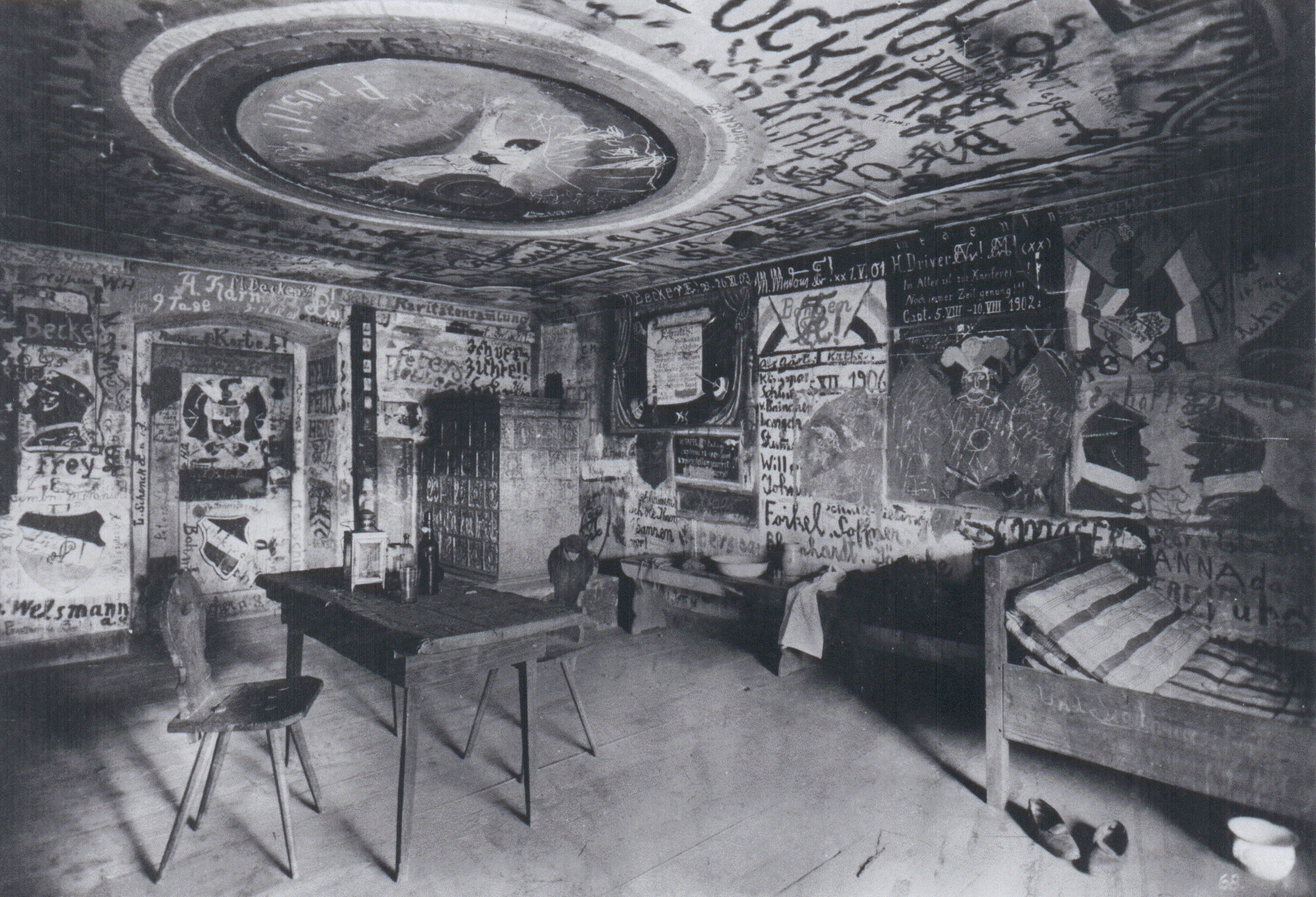
Freiburger Karzer

Noch an Salomons Todestag leitete die Disziplinarbehörde der Universität ein Disziplinarverfahren gegen alle auch nur entfernt am Duell beteiligten (und in Freiburg immatrikulierten) Personen ein. Am 26. Februar 1890 verkündete der Prorektor Jacob Lüroth das Urteil: Vering wurde für vier Jahre, Helmcke, Gottlieb, Pralle, Keßler und Meyer für ein Jahr relegiert. Reich, Buchmüller, Jänecke und Bothe wurden mit Karzerstrafen bedacht. Rhenania wurde für zwei Semester suspendiert.
Gegen den Vorsitzenden des Ehrengerichts und die Paukärzte konnte der Senat nicht vorgehen, weil sie exmatrikuliert waren und keine akademischen Bürgerrechte mehr besaßen.
Die Corps Hasso-Borussia und Suevia fügten sich dem Senatsspruch vorbehaltslos. Der Freiburger Schwabe Buchmüller entzog sich der Strafe durch Wegzug nach Marburg, wo er ein Jahr später seine Karzerstrafe verbüßte.

### Rekurs
Zwar waren die Angeklagten Reich, Meyer, Buchmüller, Jänecke, Bothe und Gottlieb nicht gehört worden; jedoch war die Rechtmäßigkeit der Senatsentscheidung nicht anzufechten, wohl aber die Verhältnismäßigkeit.
Rhenanias Beschwerde gegen die Suspension wurde vom Senat abgelehnt, so dass die Beschlüsse am 4. März 1890 in Kraft traten; mit seiner Genehmigung bestand das Corps aber ab dem 4. März 1890 als Helvetia (grün-rot-gold) weiter. Über ihr späteres Ehrenmitglied Leopold Neumann, Rechtsanwalt und Stadtratsvorsitzender in Freiburg, verfasste Rhenanias Altherrenschaft am 9. März den Rekurs beim Großherzoglichen Ministerium der Justiz, des Kultus und Unterrichts in Karlsruhe – unter Verweis auf das 75. Stiftungsfest und den Bau des Corpshauses. Ende April gab das Ministerium den Entscheid bekannt, dass die Suspension um anderthalb Semester auf den 1. Mai 1890 verkürzt und der einjährige Universitätsausschluss von Gottlieb und Pralle auf Bewährung ausgesetzt und in zweiwöchige Karzerstrafen umgewandelt würde. Die Rekurse von Jänecke und Bothe wurden als unbegründet abgelehnt. Der Minister Wilhelm Nokk (ein Burschenschafter) unterschrieb den Briefwechsel und den Entscheid persönlich.

### Prozess
Am 16. April 1890 eröffnete das Landgericht Freiburg die Schwurgerichtsverhandlung. Angeklagt waren Vering wegen Zweikampfs mit Todesfolge, Krumbein und die Studenten Helmcke, Gottlieb, Pralle, Keßler, Meyer und Reich wegen Beihilfe, Helmcke zusätzlich wegen Kartelltragens. Verteidiger war neben Neumann der spätere Reichskanzler Constantin Fehrenbach. Als Angehöriger der Hercynia Freiburg im Cartellverband der katholischen deutschen Studentenverbindungen war er ein entschiedener Duellgegner, präsentierte Vering aber als Opfer des damaligen Ehrbegriffs. Seine Verteidigung gilt als Meisterwerk juristischer Rhetorik. Den unsachlichen Presseberichten über das Duell und der Hetzkampagne gegen Rhenania begegnete Fehrenbach mit Zeugen, die Salomon in Konfliktsituationen erlebt hatten. Sie bezeugten rüpelhaftes Benehmen, sexuelle Belästigungen, Ohrfeigen (auch gegen seinen Klassenlehrer in Untertertia) und Peitschenhiebe. Das gab dem Prozess eine unerwartete Wende, zumal Salomons Freund und Paukarzt Julius Schwarz seine (restliche) Glaubwürdigkeit verlor.
Die medizinischen Gutachten der Bezirksärzte Reich und Kirn hatten den „gewaltsamen Tod“ und die „meisterhafte Behandlung“ Salomons festgestellt.
Nach 19 Zeugenvernehmungen wurde die Beweisaufnahme abgeschlossen. Das Gericht verurteilte Vering zu zweieinviertel Jahren, die übrigen Mitglieder des Ehrengerichts zu sechs Monaten Festungshaft. Reich wurde vollkommen und Helmcke vom Vorwurf des Kartelltragens freigesprochen.

### Begnadigungen
Bis auf Vering stellten die Verurteilten im Sommer 1890 mehrere (verlorene) Gnadengesuche. Am 3. September 1890 richtete das Justizministerium ein Gnadengesuch an das Großherzogliche Staatsministerium. Eine Woche später begnadigte Großherzog Friedrich I. die Verurteilten und verkürzte die Strafe auf dreieinhalb Monate.
Ein Jahr später, am 9. September 1891, bat Verings Vater Carl Hubert Vering beim Karlsruher Justizministerium um Strafnachlass für seinen Sohn. Nach zögerlicher Zustimmung des Landgerichts unterstützte das Ministerium das Gnadengesuch von Carl Hubert Vering und reichte es an den Großherzog weiter. Anders als bei der Rekursentscheidung wies das Ministerium die „Schuld“ an dem Duell erstmals Salomon zu. Carl Vering wurde am 1. November 1891 begnadigt, ging an die Rheinische Friedrich-Wilhelms-Universität Bonn und wurde Zweibändermann bei Guestphalia Bonn.

## Bewertungen

### Vergleichbare Fälle
Der Sohn Friedrich und der Neffe Max des Großherzogs waren Corpsstudenten, Max auch Corpsbruder von Vering. Der Staatsanwalt und einer der drei Richter des Prozesses waren Heidelberger Schwaben und damit Corpsbrüder des badischen Thronfolgers; die Begnadigung stützte sich aber auf die Stellungnahmen des Staatsanwaltes und des Landgerichts und entsprach reichsweiten Gepflogenheiten bei verurteilten Duellanten. 60 % der Anträge auf Begnadigung waren erfolgreich. Ein Oberleutnant Liskow wurde 1835 nach einem Jahr aus der Festung Königstein entlassen. Der polnische Jude Heinrich Tykociner, ein Freiburger Chemiker, der 1880 in Tübingen den Tübinger Rhenanen Karl Grimm erschossen hatte, saß kein Viertel seiner Festungshaft von zwei Jahren und acht Monaten ab. Der Seconde-Lieutenant Schack, zu zwei Jahren Festungshaft verurteilt, kam nach sechs Monaten frei.

### Curt Abel
Das Duell Vering-Salomon fand lebhafte Anteilnahme in der Öffentlichkeit, wurde aber (zunächst) bei aller Brisanz – „Corpsstudent erschießt Juden“ – kein bestimmendes Thema der Lokalpresse; denn im Februar 1890 standen die Reichstagswahl 1890 und die Ablösung Otto von Bismarcks an. Das änderte sich mit den Verlautbarungen von Curt Abel, einem engen Freund Salomons. Mit unwahren Behauptungen in den Badener Academischen Blättern trug er den Konflikt über Badens Grenzen. Ein Artikel wurde am 20. Februar 1890, dem Tag vor der Reichstagswahl 1890, von der katholisch-konservativen Berliner Zeitung Germania übernommen. Die Zeitung stand der Deutschen Zentrumspartei nahe und agierte gegen Duell und Corps, hatte sich aber mit der Verbreitung von Wilhelm Marrs Hetzschriften als ausgesprochen antisemitisch erwiesen. So sah sich der Freiburger Senioren-Convent  gezwungen, seine Stellungnahme reichsweit in der Kreuzzeitung zu veröffentlichen; zwar monarchisch-konservativ, verhielt sie sich gegenüber dem Corpsstudententum neutral. Eine Freiburger Zeitung druckte das stenografische Protokoll der Gerichtsverhandlung, um den Lesern eine eigene Meinungsbildung zu ermöglichen. Die Karlsruher Zeitung und die Breisgauer Zeitung verurteilten das Duell an sich, enthielten sich aber einer Beurteilung des Freiburger Duells.
Als Zweifel an seinen Berichten aufkamen, hielt Abel sich nolens volens zurück, schrieb aber eine 42-seitige (polemische) Zusammenfassung der Affäre. Die Badischen Academischen Blätter machten eine Kehrtwende; sie begrüßten die ministerielle Rekurs-Entscheidung und die Rekonstitution der Rhenania.

### Meinungsmacher
Ganz anders war die Resonanz in der liberalen Presse. Die Frankfurter Zeitung, die als eines der angesehensten Blätter Deutschlands galt, aber in der Verbandszeitung der Kösener Corps, den Academischen Monatsheften, als „Hauptgegnerin der Corpsinteressen“ bezeichnet wurde, nahm in einem „ungewöhnlich schlecht recherchierten Bericht“ Aussagen Abels auf und druckte in der Abendausgabe vom 13. Februar 1890 einen ersten Kommentar, früher als die Freiburger Lokalpresse. Darin wurde die Duelldistanz auf 3 m reduziert und das Duell als „Mord“ bezeichnet. Das entfachte in Deutschland einen Sturm der Entrüstung, den eine Berichtigung nur zwei Tage später nur unzulänglich beruhigen konnte. Die linksliberale Vossische Zeitung – damals noch Königlich privilegierte Berlinische Zeitung von Staats- und gelehrten Sachen – verwies in ihrem Artikel vom 15. Februar 1890 auf die Frankfurter Zeitung als Quelle, ließ aber Zweifel am Wahrheitsgehalt und der Unschuld Salomons erkennen. In ihrem letzten Beitrag bezog sich die Frankfurter Zeitung auf die Gegendarstellungen des Freiburger SC: „Das Korps Rhenania hat in der Presse den Versuch gemacht, sich weiß zu waschen; das Vorgehen des ak[ademischen] Senats beweist aber, daß dieser Versuch gänzlich missglückt ist.“
Auch die in Berlin erscheinende Allgemeine Zeitung des Judenthums übernahm wortgetreu den ersten Artikel aus der Frankfurter Zeitung, meldete aber keine Zweifel an. In der nächsten Ausgabe ließ sie eine gewisse Distanzierung zu Salomon erkennen. Wie die meisten Zeitungen sah sie den Anlass des Duells im Antisemitismus. Der letzte Kommentar der AZJ bezog sich auf die Disziplinarentscheidung der Universität. Über die Gerichtsentscheidung wurde nicht berichtet.
Das Organ für die Gesammtinteressen des Judenthums – Die Jüdische Presse – sprach von einem Blutopfer, das der Antisemitismus gefordert habe. Verantwortlich gemacht wurden die „lauten Rhenanen“ und der „davoneilende“ Vering. Die AZJ empörte sich über den „Urgermanen“ Vering: „Der Jäger hat mehr Mitleid mit dem angeschossenen Wild, als diese Blüthe der deutschen Jugend.“
Nicht nur die gemäßigten und reformierten, sondern auch die orthodoxen Juden meldeten sich zu Wort. Der Israelit und Jeschuran, ihr in Mainz erscheinendes Organ, begann die Auseinandersetzung mit dem wortgetreuen Abdruck des ersten Frankfurter Artikels – eine Woche später und ohne Verweis. Anfang März brachte das Blatt eine ausführlichere, aber ebenso polemische Zusammenfassung von Curts Abels Berichten in den Badischen Academischen Blättern, auf die es aber hinwies.
Die Kreuzzeitung beließ es bei der Wiedergabe der Gegendarstellung vom SC. Die Germania brachte im Februar den Abdruck von Abels Kommentar, enthielt sich aber weiterer Kommentare. Die Jüdische Presse und Rudolf Mosses AZJ schwiegen nach dem Strafprozess, dessen Ausgang nur die Frankfurter Zeitung (kommentarlos) mitteilte.

## Rückblick
Das Duell Vering-Salomon ist typisch für seine Zeit und kann als unus pro multis gesehen werden. Es markiert aber wohl einen Wendepunkt in den Beziehungen zwischen Juden und Corpsstudenten. Die Assimilation der „Westjuden“ in Deutschland vollzog sich nicht zuletzt in den Corps. Nicht nur in Prag, Breslau und Czernowitz, sondern auch im Süden, Westen und (preußischen) Norden des Reiches hatten besonders die monarchisch-liberalen Corps nicht wenige (getaufte) Juden in ihren Reihen. Der Corpsstudent Moritz Alsberg, ein jüdischer Anthropologe, spricht diesen Umschwung ausdrücklich an. Walter Bloem verarbeitet ihn in seinem Roman Brüderlichkeit (1922).